# 世界哺乳动物物种
《世界哺乳动物物种：分类学和地理参考书》（英語：Mammal Species of the World: A Taxonomic and Geographic Reference）是哺乳动物学領域的工具书，提供已知哺乳动物物种的描述和书目数据。該著作於1982年首次出版，第三版于2005年底出版，由唐·埃利斯·威尔逊以及DeeAnn M. Reeder主编。
該著作的在线版本由巴克内尔大学負責維護。Google圖書上也提供了在线版本的部分內容。
清单委员会负责编制和更新世界哺乳動物物種。委员会在其 2015 年年度报告中指出，它与约翰霍普金斯出版社签订了第四版的世界哺乳動物物種的合同，该版本将由 DeeAnn M. Reeder 和 Kristofer M. Helgen 编辑。该数据库已对作者进行编辑，从而导致更频繁的网站更新。最新版本于 2017 年出版。 

## 外部鏈接
- 巴克内尔大学主办的网站（页面存档备份，存于）
- 巴克内尔大学提供的搜索服務 （页面存档备份，存于）
- 史密森尼网站存档版本上的分类浏览器
- Google 图书中的《世界哺乳动物物种》 （页面存档备份，存于）